# رنک (تگزاس)
رنک، تگزاس(به انگلیسی: Roanoke, Texas) شهری در ایالت تگزاس از ایالات جنوبی ایالات متحده آمریکا است. در سرشماری سال ۲۰۰۰، جمعیت این شهر ۲۸۱۰ نفر اعلام شد.

## نگارخانه

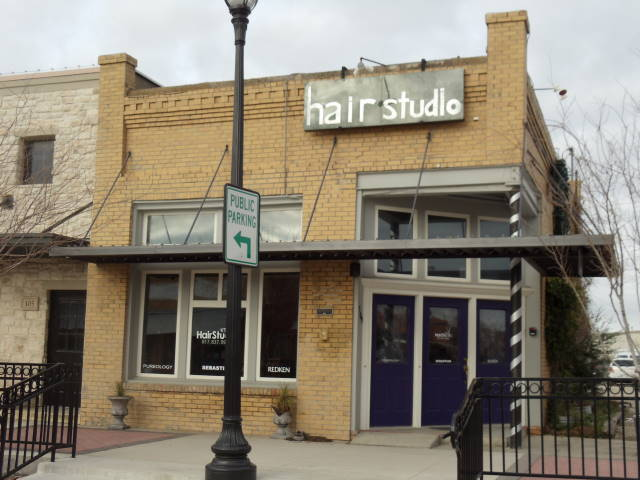
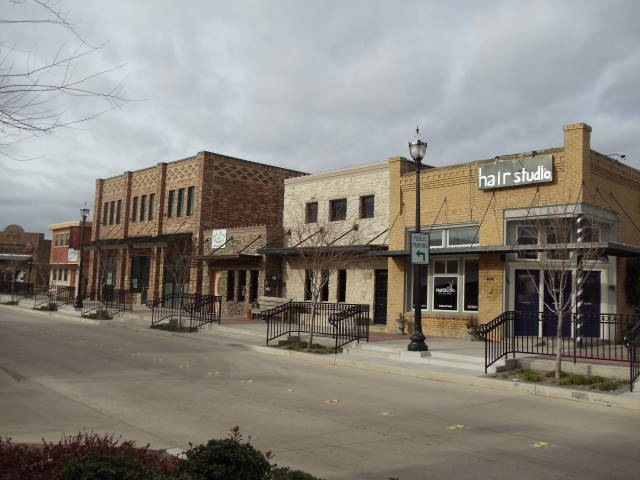
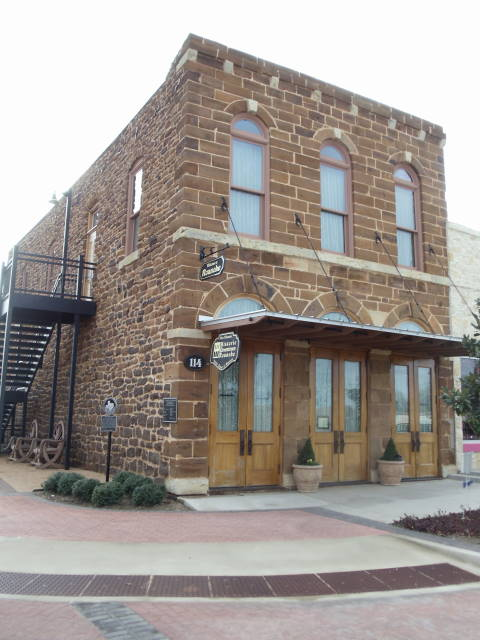
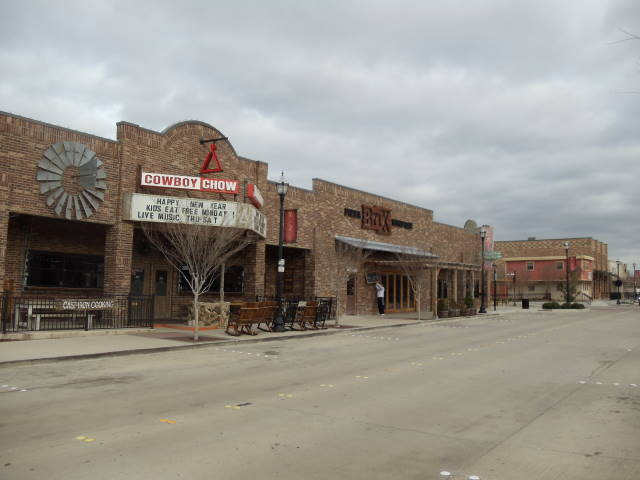